# Gerhard Dorn
Gerhard Dorn (c. 1530-1584) fue un filósofo belga, traductor, alquimista, médico y bibliófilo.

## Biografía
Los detalles de la biografía temprana de Gerhard Dorn, junto con aquellas otras muchas personalidades del siglo XVI, se han perdido para la historia. Se sabe que nació hacia 1530 en Malinas, que es parte hoy en día de la provincia de Amberes, en Bélgica. Estudió con Adam von Bodenstein, a quien dedicó su primer libro y comenzó publicando libros alrededor de 1565. Utilizó el glifo personal de John Dee, el Monas Hieroglyphica sobre la portada de su Chymisticum artificium.  
Junto con von Bodenstein, rescató muchos de los manuscritos de Paracelso y los imprimió por primera vez. También tradujo muchos de ellos en latín para el editor de Basilea Pietro Perna, viviendo en dicha ciudad durante la década de 1570 y en Frankfurt a principios de la década de 1580, donde murió a mediados de su cincuentena.

## Pensamiento

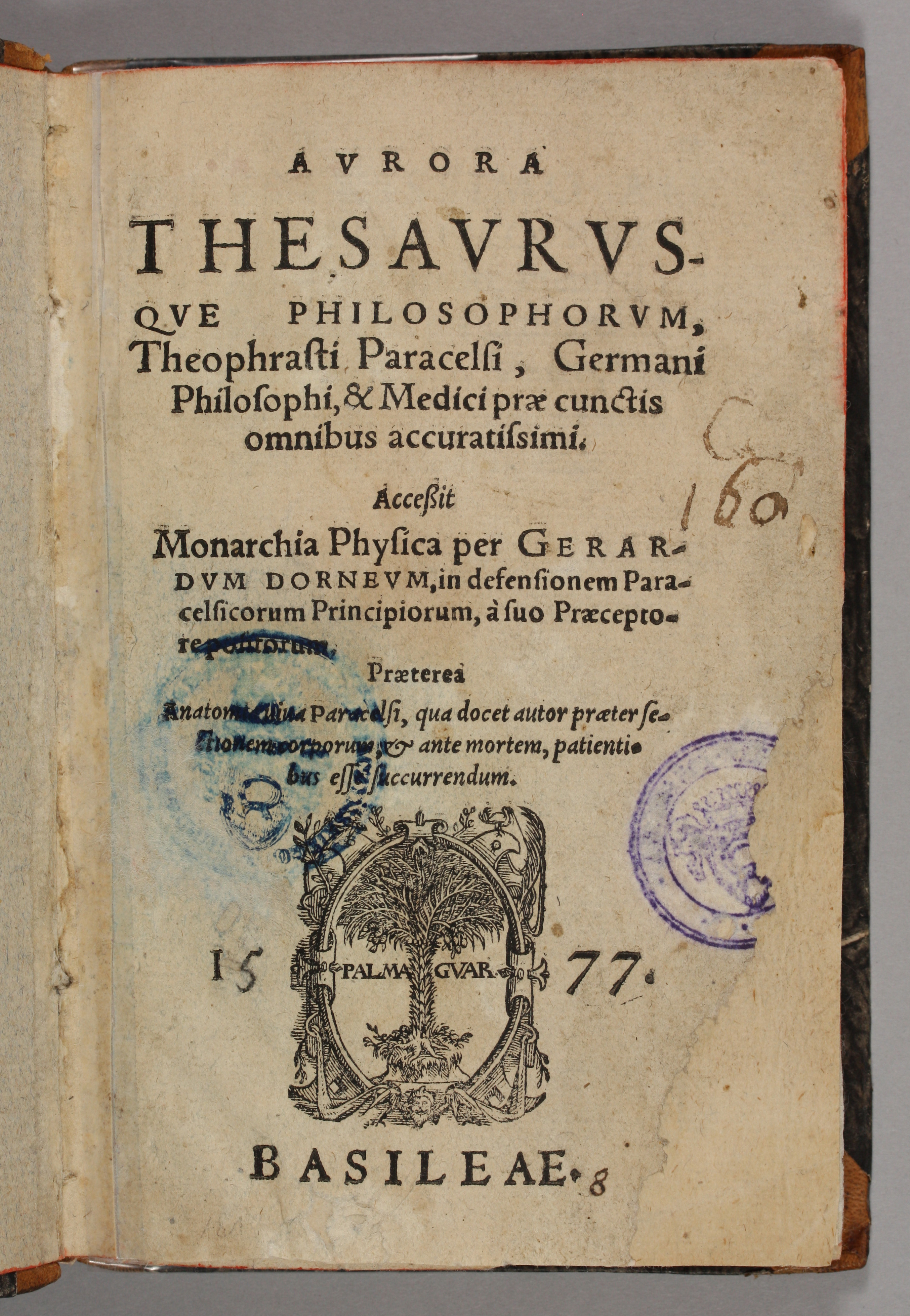
Aurora thesaurusque philosophorum, 1577.

Dorn afirmó haber encontrado una mejor filosofía y una vía más cristiana de pensamiento en Paracelso, siendo uno de sus más fuertes defensores. Desvalorizó el trabajo práctico de laboratorio en favor del estudio teórico de la mente humana, considerando la educación prevaleciente de sus días demasiado escolástica. Como muchos alquimistas, Dorn fue hostil a la filosofía de Aristóteles, con su énfasis sobre el mundo material, declarando que "quien desee aprender el arte alquímico, impedirle aprender la filosofía de Aristóteles, pero no aquello que enseña la verdad".
Dorn argumentó que el aprendizaje necesitaba una reforma al igual que la religión en la Reforma Protestante, o al igual que la medicina en las enseñanzas de Paracelso. Lo que era necesario, afirmó, era una "filosofía de amor" mística y espiritual —su teología radical afirmaba que era Dios y no el hombre el que estaba en necesidad de redención y definió la obra alquímica como un trabajo que no redimía al hombre sino a Dios, una propuesta que estuvo peligrosamente cerca de ser herética a los ojos de la ortodoxia cristiana. Sus principales escritos están incluidos en el Volumen I del Theatrum chemicum.
Como la Dra. Monika Wikman resume en su libro Pregnant Darkness, "Alquimistas como Gerhard Dorn, en su obra 'La Filosofía Especulativa', aluden a este próximo estado alquímico [cura interior] como Unus mundus, donde las fracturas son curadas, la dualidad cesa, y el individuo, el vir unus, se une con el alma del mundo".
Los escritos de Dorn fueron de gran interés para el psicólogo Carl Gustav Jung, lo suficiente como para llevarse consigo sus principales obras en su viaje a la India en 1938. Es una de sus fuentes más frecuentemente citadas sobre la alquimia.

## Obras
- Clavis totius Philosophiae Chymisticae, Lyons, 1567.
- Chymisticum artificium naturae, theoricum et practicum, Frankfurt, 1568.
- Aurorae Thesaurusque Philosophorum, Basel, 1577.
- De Naturae Luce Physica, Frankfurt, 1583.
- Dictionarium Paracelsi, Frankfurt, 1583.